# Robert Wuhl
Pour les articles homonymes, voir Wuhl.
Robert Wuhl est un acteur, scénariste, producteur et réalisateur américain né le 9 octobre 1951 à Union Township (New Jersey).

## Biographie
Découvert par le grand public, dans le rôle du disc-jockey : Marty Dreiwitz, dans le film : Good Morning, Vietnam de Barry Levinson, Robert Whul montre son talent dans diverse carrières : acteur, comique ou bien encore réalisateur.
Né à Union City (état du New Jersey), il étudie à l'Université de Houston, où il interprétera ses premiers sketches dans le cabaret : The Improvisation.
Il travailla pour Roger Dungerfield en tant que gagman.
En 1979, il déménage à Los Angeles, et décroche, peu de temps après son installation, le premier rôle du film The Hollywood Knights.
En parallèle, il travaille comme scénariste et conseiller littéraire sur la série Police Squad, et continue sa carrière de comique dans des cabarets ou de célèbre programmes tels que The Tonight Show, Late Night With David Letterman, ou encore The Merv Griffin Show.
Il apparaît dans le clip de Madonna Material Girl, et, peu de temps après, écrit, réalise et interprète le court-métrage comique The Big Bang, qui sera diffusé en 1987 par le réseau câblé Cinemax.
Il a aussi participé à des feuilletons sur le petit écran tels que Clair de Lune, Falcon Crest ou encore La Loi de Los Angeles.
Il a tourné dans le court-métrage Ray's Male Heterosexual Dance Hall, et dans Duo à trois, la comédie de Ron Shelton, en compagnie de Kevin Costner et Susan Sarandon.

## Filmographie

### Comme acteur

#### Cinéma
- 1980 : The Hollywood Knights de Floyd Mutrux : Newbomb Turk
- 1983 : Flashdance : Mawby's regular
- 1987 : Ray's Male Heterosexual Dance Hall : Benny Berbel
- 1987 : Good Morning, Vietnam : SSgt. Marty Lee Dreiwitz
- 1988 : Duo à trois (Bull Durham) : Larry Hockett
- 1989 : Batman : Alexander Knox
- 1989 : Blaze : Red Snyder
- 1990 : Wedding Band : Waiter
- 1990 : Madonna: The Immaculate Collection (vidéo) : Pitch Man (segment "Material Girl")
- 1991 : Missing Pieces : Lou Wimpole
- 1992 : Mistress : Marvin Landisman
- 1992 : Bodyguard (The Bodyguard) de Mick Jackson : Présentateur des Oscars
- 1993 : Sandman : Victor Giles
- 1994 : Blue Chips : Marty
- 1994 : Cobb : Al Stump
- 1995 : Open Season : Stuart Sain
- 1995 : Dr. Jekyll et Ms. Hyde : Man with Lighter
- 1997 : Good Burger : Angry Customer
- 1998 : Welcome to Hollywood d'Adam Rifkin et Tony Markes : lui-même
- 2001 : Monkeybone d'Henry Selick : David Stone (non crédité)
- 2013 : Contest d'Anthony Joseph Giunta : Zach Conti
- 2020 : Shirley de Josephine Decker : Randy Fisher
- 2022 : The People's Joker de Vera Drew : lui-même

#### Télévision
- 1989 : Les Contes de la crypte : Barker (saison 1, épisode 3)
- 1993 : Percy & Thunder (téléfilm) : Jim Keisling
- 1994 : Attirance fatale (A Kiss Goodnight) (téléfilm) : Gas Station Attendant
- 1995 : The Real Deal (téléfilm)
- 1996 - 2002 : Arliss ("Arli$$") : Arliss Michaels
- 1997 : Le Dernier Parrain (The Last Don) de Graeme Clifford (feuilleton télévisé) : Bobby Bantz
- 1998 : The Last Don II (feuilleton télévisé) : Bobby Bantz
- 2013 : Tout le monde déteste Chris : Abe Himmelfarb (saison 2, épisode 17)
- 2015 - 2021 : American Dad! : lui-même (4 épisodes)
- 2016 : Blue Bloods : Capitaine Ward Gibson (saison 7, épisode 6)
- 2019 : Supergirl : Alexander Knox (saison 5, épisode 9 - crossover Crisis on Infinite Earths)

### Comme scénariste

#### Télévision
- 1990 : Robert Wuhl's World Tour (téléfilm)
- 1996 : Arliss ("Arli$$") (série télévisée)
- 2006 : Assume the Position with Mr. Wuhl (téléfilm

#### Cinéma
- 1995 : Open Season

### Comme producteur
- 1990 : Robert Wuhl's World Tour (téléfilm)
- 1996 : Arliss ("Arli$$") (série télévisée)

### Comme réalisateur

#### Cinéma
- 1995 : Open Season

#### Télévision
- 1996 : Arliss ("Arli$$") (série télévisée)

## Anecdotes
Il est représenté dans un épisode d'American Dad (2015 - épisode Manhattan Magical Murder Mystery Tour) comme un acteur dont personne ne se souvient et qui, de ce fait, devient fou et oblige Stan et Hayley à passer du temps avec lui, tout en mangeant des tonnes de salades de pommes de terre.

## Voix françaises
- Daniel Lafourcade dans : (les séries télévisées)
  - Arliss
  - Blue Bloods

et aussi
- Alain Dorval dans Flashdance
- Vincent Grass dans Good Morning Vietnam
- Philippe Peythieu dans Batman
- Daniel Russo dan,s Hollywood Mistress
- Michel Dodane dans Bodyguard